# Isabel de Armenia
Isabel (en armenio: Զապել; 27 de enero de 1216/25 de enero de 1217-23 de enero de 1252) fue la soberana del Reino armenio de Cilicia desde 1219 hasta su muerte.
Fue proclamada reina bajo la regencia de Adán de Bagras, pero fue asesinado, y Constantino de Baberon (de la familia hetumiana) fue nominado como tutor. En esta coyuntura, Raimundo Rubén, nieto de Rubén III (el hermano mayor del padre de Isabel, León I) estableció un reclamo al trono de Cilicia; pero fue derrotado, capturado y ejecutado.
Constantino de Baberon pronto se convenció de buscar una alianza con el príncipe Bohemundo IV de Antioquía, y arregló un matrimonio entre la joven princesa y Felipe, un hijo de Bohemundo IV. Felipe, sin embargo, ofendió la sensibilidad de los armenios e incluso despojó al palacio real, enviando las joyas de la corona a Antioquía; por lo tanto, fue confinado en una prisión en Sis (ahora Kozan en Turquía), donde murió, presumiblemente envenenado.
Isabel se vio obligada a casarse con el hijo de Constantino, Haitón; aunque durante muchos años se negó a vivir con él, pero al final cedió. La aparente unificación en el matrimonio de las dos principales fuerzas dinásticas de Cilicia (es decir, los rubénidas y los hetumianos) puso fin a un siglo de rivalidad dinástica y territorial y llevó a los hetumianos a la vanguardia del dominio político en Cilicia.

## Matrimonio y descendencia
Se casó en junio de 1222 con Felipe de Antioquía, pero no tuvo descendencia.
Luego se desposaría en 1226 con Haitón de Lampron. Tuvieron los siguientes hijos:
- Eufemia (¿?-1307), esposa de Julián Grenier, conde de Sidón;
- Sibila (¿?-1290), esposa de Bohemundo VI de Antioquía;
- Rita, esposa de Constantino de Sarvandikar;
- León (c. 1236-1289), soberano del Reino armenio de Cilicia entre 1270 y 1289
- Teodoro (1244-1266);
- María, que se casó con Guido de Ibelín, hijo de Balduino de Ibelín, senescal de Chipre.